# 真・女神転生 STRANGE JOURNEY
『真・女神転生 STRANGE JOURNEY』（しん・めがみてんせい ストレンジ ジャーニー）は、アトラスより2009年10月8日に発売されたニンテンドーDS用ゲームソフト。アメリカでは2010年3月23日発売。

## 概要
ナンバリングタイトルではない『真・女神転生シリーズ』として製作された（ただし、ファンブックである『シュバルツバース回顧録』では「最初から外伝作品として作成していたが、販売の方はナンバリングとして売りたかったらしい」という記述がある）。『真・女神転生III-NOCTURNE』同様、前作の直接的な続編ではない。副題は「奇妙な旅」を意味する。
キャッチコピーは、「人類よ。これ以上、何を望むのだ。」「人類最後の旅（ジャーニー）が始まる。」。
2011年8月11日にはアトラス・ベストコレクションとして発売された。

## ストーリー
21世紀初頭に地球が70億ほどの人間を抱えた頃、あらゆる物を分子崩壊させながら巨大化する亜空間が南極に突如出現し、人類は消滅の危機に立たされていた。国連はこの亜空間を「シュバルツバース」と名付けて対策機関を設立し、民間人がパニックにならないよう非公表で問題解決を図るが、人智の及ばないその存在に対策法はおろか調査もままならない状況であった。拡大を続けるシュバルツバースに猶予を失った国連はその内部に有人探索艦を送るという最後のプラン「シュバルツバース調査隊」を承認し、調査隊には各国の優秀な兵士や科学者が召集され、国家間の利害を越えた最高のテクノロジー支援がなされた。
人類の命運を担い、4隻の調査艦が保護シールドを張りシュバルツバースの内部に突入するも、正体不明の攻撃を受ける。分断され、互いとの交信も不可能な状態で主人公が搭乗する1番艦・レッドスプライト号は不時着。そこは神話や伝承などで語り継がれる悪魔たちが闊歩し、生命が簡単に失われる恐ろしい世界であった。一度は全滅の危機に晒された調査隊であったが、突如受信した「悪魔召喚プログラム」を使用し、悪魔を使役することで生き残る術を得る。
隊長・ゴアの殉職、2番艦ブルージェット号の生き残り・ヒメネスや3番艦エルブス号の生き残り・ゼレーニンの救出、主人公やゼレーニンに助力する大天使マンセマットの出現、悪魔から虐げられる謎の悪魔・バガブーとの遭遇を経つつ、調査隊は「戦場」や「歓楽街」や「ショッピングモール」、「廃棄物処理場」など人間世界を模した時空領域・セクターで形成されるシュバルツバースを踏破し、各セクターの支配者を打倒し道を拓いていく。その過程で、シュバルツバースは人類が地球に及ぼした負荷の反動として地球の意思により現れたこと、近いうちに地球全体を覆い、放たれた悪魔によって現在の人類を滅亡させることを知る。
やがて、深淵のセクターでシュバルツバース自体の支配者にあたる「母」と呼ばれる悪魔たちと対峙する中で、調査隊とは別にシュバルツバースで得られる未知の物質による利益を求める「ジャック部隊」が現れる。当初は相互不干渉を決めた調査隊とジャック部隊は、悪魔への生体実験を目的としたバガブーとヒメネスの拉致が切っ掛けで対立。ヒメネスとバガブーの融合、ジャック部隊の壊滅、ゼレーニンの天使化、ヒメネスとゼレーニンそれぞれと賛同する隊員たちの離脱と、調査隊を取り巻く状況は急変する。
そして、調査隊はシュバルツバース最深部にたどり着く。そこで「母」の1体であったウロボロスの傀儡として蘇生した後、自我を蘇らせ超人として復活したゴアを迎えた。シュバルツバースそのものの「母」たる混沌の地球意思・メムアレフを目前に、ゴアは主人公に最後の選択を迫る。地球の未来を委ねる相手は神か、悪魔か、それとも人類か。この問いに対する答えによって、物語の結末が決まることになる。

## 用語
シュバルツバース
南極に突如出現し、周囲を破壊・吸収しながら拡大する未知なる空間現象。発生直後は直径1mにも満たない柱状の領域だったが、徐々に拡大して各国の観測基地を呑み込んでいき、やがて半径数100kmにも達する円盤状の空間を形成するに至った。意訳すると「黒の地平」。
この亜空間の外縁部は高度数1000mに達するプラズマ雲に囲まれ、それに触れたものを分子レベルで崩壊させており、蔑ろにされた地球の意思が生み出した人間に対する抵抗反応と作中では言われている。
シュバルツバースの出現は今回が初ではなく、10万年以上前にも出現しており、当時の文明を発展させていた先代人類を滅亡させている（ターミナルやヒールスポットはこの時の名残）。リメイク版の新NEUTRALルートではエンディング後もシュバルツバースが再発生していることが作中で述べられている。
セクター
シュバルツバース内にいくつか存在する次元または世界。各セクターは量子トンネルで接続されているが、その入口付近には重力場が存在するため自由な出入りは妨げられている。
セクターにはその世界を支配するボス悪魔が存在する。ボス悪魔の持つ「ロゼッタ」と呼ばれる特殊な情報物質を入手し、それを用いることでレッドスプライト号はプラズマ装甲をその力場に同調させることでそのセクターから脱出できるようになる。
セクター名について、調査隊は「アントリア（Antlia）」、「ボーティーズ（Boötes）」、「カリーナ（Carina）」、「デルファイナス（Delphinus）」とアルファベット順に星座名で呼んでいるが、シュバルツバースに住む悪魔からは「焼け焦げた国」、「遊びふける国」、「買いあさる国」、「腐りただれた国」とそのセクターの様相に相応する名称で呼ばれている。滅ぼすべき文明のトラウマが流入し反映される傾向がある。
この4つのセクターはループ状になっており、ロゼッタを入手しただけではこの内部をグルグル回るだけとなってしまう。作中ではシュバルツバース外部、地球上の作戦本部との連携によってそのループを脱出することに成功した。ただし、そこからさらに先に進むためには、「エリダヌス（Eridanus）」にある時空ゲートである「バニシングポイント」と「母」と呼ばれる悪魔たちが持つ「エキゾチック物質」を制御ツールとして入手する必要がある。
エリダヌスはエデンの園的監視所、「フォルナクス（Fornax）」は地球の太古からの記憶が収集される地、「グルース（Grus）」は人類の夢や幻覚が混ざり合う地、シュバルツバースの中枢「ホロロジウム（Horologium）」は誕生時の地球のイメージで形成されている。
デモニカスーツ
声 - 早見沙織
米軍が開発した機能拡張型特殊強化スーツ。着脱拡張型・次期能力総合兵装「DEMOuntable Next Integrated Capability Armor」の略称。
あらゆる極地で活動できる上に、装着者の戦闘経験に応じてスーツ自身がレベルアップする成長的な拡張性を持っており、調査隊はこのスーツを装備してシュバルツバース内を探索する。
デモニカのヘルメットに「アプリケーション」をインストールすることで、デモニカに特殊な機能を追加することができる。「アプリケーション」には基本機能である「メインアプリ」と追加機能である「サブアプリ」の2種類が存在する。「サブアプリ」は強力な効果を持つものの容量が限られており、プレイヤーは状況に応じた「サブアプリ」を付け替えることで調査を有利に進めて行くことができる。なお、DS（3DS）における上下画面はそれぞれデモニカのヘルメットとアームの機能になぞらえてある。
また、通常のプレイでは登場しない隠しキャラクター（悪魔）として、デモニカの装備をした「デモニホ」がいる。
直接の関連性はないものの、以後の作品で悪魔討伐隊の装備として登場しており、『真・女神転生IV』の主人公・フリンに装備させることも可能である。
フォルマ
シュバルツバース内に点在する特殊物質の総称。デモニカのメインアプリ「フォルマ・サーチ」機能を使用することで、ダンジョン内に存在するフォルマが可視化され入手できるようになる。探索したフロア内のフォルマを取り尽くしてもその後も生成されるため、時間を置いてそのフロアを再訪するとフォルマが出現する。
レッドスプライト号のラボにある物質合成装置を利用することで、このフォルマを素材に地上では開発できなかった装備品やアイテムを作成できるようになる。基本的には新装備を開発してプレイヤーを強化してゆくため、フォルマ収集と装備開発は攻略において重要な要素となっている。
他にも「レアフォルマ」という複数見つかることのない貴重なフォルマが存在する。このレアフォルマを素材にアプリケーションを開発でき、デモニカの機能を強化・追加できる。
マッカ
悪魔が使用する通貨。今作では通貨以外にもエネルギー物質という性質を持ち、このマッカのエネルギーを消費することで装備品の開発や回復施設の利用を行うことができる。
宇宙卵
シュバルツバース内の各セクターが内包する莫大なエネルギーを秘めた物質。これを全て集積することで世界の再創造、またはシュバルツバースの破壊が可能になる。その為、物語終盤は各勢力の宇宙卵争奪戦の様相を呈する。リメイク版では神霊シェキナーが顕在化するための要として、人の在り方を変容させ得る力の源として5つ目の宇宙卵が登場する。

## システム
ミッション
主人公たちは調査隊であることから物語上で様々なミッションが与えられる。ミッションにはメインミッションとエキストラ（EX）ミッションの2種類が存在する。
メインミッションは調査に関する重要なミッションであり、物語の随所で与えられ、これを達成してゆくことでストーリーが進行する。調査の根幹となるセクターから脱出するために必要なロゼッタの入手から、悪魔に拘束されたクルーの救出、クルーが発症した奇病の治療など様々である。
EXミッションは物語の進行とは関係がないが、他の隊員やシュバルツバース内の悪魔から依頼で受けるミッションであり、達成することで報酬として貴重なアイテムを入手できる。魔王マーラの撃破など悪魔討伐ミッション、凶鳥モーショボーにメッセージを届けるなど私的ミッションと様々である。EXミッションには特定の条件を満たしていないと発生しないミッションも存在する。
スタンス
他のシリーズにおける属性に相当し、主人公の思想を示す概念であり、LAW（秩序）・NEUTRAL（中立）・CHAOS（混沌）の3種類が存在する。物語上で発生する選択肢によって変化する。
スタンスによって発生する影響は様々であり、例えば悪魔会話において、主人公と同じスタンスの悪魔と会話する場合は交渉を有利に進めやすくなり、逆に敵対関係のスタンスの悪魔と会話する場合は機嫌を損ねやすく、悪魔から要求されるマッカなども量が増える。
悪魔にもスタンスの概念は存在し、基本的には種族ごとに統一されている。例えば、大天使の悪魔は全てLAWに属している。
本作ではフィールドマップなどがないため、主人公の現在位置を示すアイコンの状態で現在のスタンスを把握できない代わりとして、名前の色がスタンスによって変化するようになっている（悪魔も各スタンスに応じて同じく色が違う）。また、スタンスによって主人公の表情も変化する。
従来は概ね調和的・尊名的な行動をとるとLAW、排他的・攻撃的な行動をとるとCHAOSに傾く仕様だったが、今回はシュバルツバースの肯定など悪魔の意見を尊重するとCHAOS、悪魔の積極的な抹殺など天使の意見を尊重するとLAW、未来の可能性を期待して人間の意見を尊重するとNEUTRAL（スタンス変化なし）という形になった。
悪魔召喚プログラム
シュバルツバース突入時に調査隊に送付された謎のプログラム。なお今作の送り主は滅ぼされた先史文明の残留思念とされる。悪魔召喚プログラムはデモニカとリンクしており、各機能はデモニカ上で実行される。
悪魔は元々人間には見えない存在だがそれを可視化できるようにし、会話による交渉や味方化を可能にする。また、悪魔同士を合体して新たな悪魔を生成したり、悪魔全書によってマッカのエネルギーを消費することで悪魔を具現化し召喚したりすることができる。
悪魔合体
2体の悪魔を合体して1体の悪魔を生成する「2身合体」が基本となる。他には特定の悪魔を素材にすることで特殊な悪魔を生成する「特殊合体」がある。稀に合体事故が発生して想定と異なる悪魔が生成される場合もある。合体事故でしか生成できない悪魔も存在する。
他の作品と同様に悪魔合体で生成した悪魔は素材悪魔の一部のスキルを継承できる。さらに今作では合体時に後述のデビルソースを組み込むことで、生成された悪魔にデビルソース内のスキルを確実に習得させることができるようになった。
悪魔全書
仲魔にした悪魔の情報が登録されるデータベース。仲魔になった初期の情報に加えて、スキル習得やレベル・ステータスをアップさせた悪魔のカスタマイズ情報も悪魔全書に登録できる。悪魔全書に登録された悪魔はマッカのエネルギーを消費することで具現化し召喚することができる。
今作ではさらに登録された悪魔の情報をパスワードに変換して表示することができるようになった。このパスワードを入力することでその悪魔を悪魔全書に登録できるため、自分で育成した悪魔はもちろん、他のプレイヤーが育成した悪魔も召喚して使役することも可能になっている。ただし、パスワードで呼び出せる悪魔は主人公のレベル以下に限定されている。
デビルアナライズ
今作では初めて遭遇する悪魔は「アンノウン（正体不明）」としてモザイク表示され、姿すらわからない状態で出現する。その悪魔を撃破するなどのアプローチを繰り返すことで少しずつ解析率が上昇し、その悪魔の所持スキルや弱点などが判明してゆく。
デビルソース
アナライズレベルが最大になった仲魔がレベルアップすると（リメイク版では不要）、ギフトでその悪魔の持つデビルソースを入手できる。デビルソースの種類は仲魔の数だけ存在し、妖精ピクシーであればピクシーソースとその悪魔に対応した名称になっている。悪魔合体にこのデビルソースを組み込むことで、生成された悪魔にデビルソース内のスキルを習得させることができる。
仲魔
今作では仲魔を12体（リメイク版では18体）までストックでき、その中の3体まで仲魔を戦闘に参加させることができる。仲魔も主人公と同様に戦闘を重ねることでレベルアップする。
デビルCO-OP
今作では敵悪魔の弱点属性を突いた時、パーティ内で攻撃者と同じスタンスのメンバーが追撃するシステムが登場した。CO-OPは必中かつ万能属性であり、威力は追撃人数と追撃者の力・魔のステータスによって決定される。
月齢
他作品と同様に月齢の概念があり、月齢によって様々なことに影響する。
例えば満月の場合、敵悪魔が興奮してまともな会話ができなくなる、合体事故の確率が上昇する、満月時のみ隠し通路が出現するなど様々である。
3Dダンジョン
『真・女神転生if...』以来となる3Dダンジョンであり、ダンジョンの各地点にダメージ床やワープなどのトラップが配置されている。一度通過した場所はDS（3DS）の下画面にマッピングされる。
マルチエンディング
他作品と同様に主人公のスタンス（LAW・NEUTRAL・CHAOS）によってエンディングが変化する。
また、選択したスタンスによって、各エンディングまでのボス・最終ボスもまた変化する。例えば、CHAOSを選択した場合はLAWの天使軍が敵になり、NEUTRALを選択した場合はLAWとCHAOSの両方が敵となる。
周回プレイ
ゲームをクリアしたセーブデータを読み込むことで、様々な要素が追加された周回プレイを楽しむことができる。
追加要素としては隠しダンジョンが出現したり、強力な装備品やサブアプリが作成できるようになったり、ボスラッシュに挑戦できるなど充実している。
前周の引き継ぎ要素もあり、マッカ・アイテム・悪魔全書の情報・解禁した悪魔合体などが引き継がれる。これによりLAWルートでしか入手できないレアアイテムの持ち越しやCHAOSルートでしか仲魔にできない悪魔の合体解禁などを次周で選択したルートに制限されずに引き継ぐことができる。主人公のレベル・仲魔・デビルソース・キーアイテムなどは引き継ぎできない。リメイク版では、元々の引継ぎ要素に加えて主人公のレベルとマップの踏破状況が個別に任意引き継ぎが可能となった。なお、悪魔全書とアナライズの状態といった情報関係は強制的に引き継がれる。
嘆きの胎
リメイク版で追加されたエクストラダンジョン。ボーティーズの途中から挑むことができる。
内部は7つの階層に分けられており、それぞれ新しいセクターのストーリーイベントでメインアプリを取得することで先に進めるようになる。
各階層には特徴的な罠の配置がなされており、中にはこのダンジョンにしかない変わったものもある。これらを突破して最奥部にあるボスがスタンバイしている部屋へと到達してこれを倒すことで、さらに下の階層への扉が解放される。
フォルマも発見することができるが、ベースフォルマは一切登場せず、代わりに○○香Dコアという悪魔限定の香シリーズを作成できるフォルマが入手できる。
難易度IMPOSSIBLE
リメイク版で追加された難易度。クリア後に選択可能。公式曰く「何度叩きのめされようとも再び立ちあがる不死者のようなあなたに向けた最狂難易度」。
敵の強化に加えて全ての任意引継ぎ要素の引継ぎ不可能。また、リメイク版で追加されていた主人公が倒れても戦闘を続行できるサブアプリ「デスマーチ」の開発が不可能となっている。

## 登場人物
声優表記は「ドラマCD版 / ニンテンドー3DS版」。1つしか記載されていないものは特記ない限りニンテンドー3DS版とする。

### メインキャラクター
主人公
声 - 小山力也 / 広瀬淳
本作の主人公。日本出身の男性。艦外活動や調査の保安を担う機動班に配属され、1号艦「レッドスプライト号」に所属する隊員。
厳しい戦闘訓練と幹部教育を受けたエリートであり、国連の指名によりシュバルツバース調査隊に編入される。任務を遂行していくにつれ、数々の重要目標を撃破したりしたことで仲間の中心的な存在になっていく。
ゴア
声 - 玄田哲章 / 石塚運昇
40代のアフリカ系の黒人男性で、1号艦「レッドスプライト号」に搭乗するシュバルツバース調査隊の隊長。
某大国の将校であったが、その卓越した能力とリーダーシップが評価され、人類の命運を握るこの隊のトップに任命された。
隊員達からの信望は厚い。シュバルツバース不時着時に多くの部下の犠牲を出したことから、調査隊の服務規定に反し自ら最前線に立つが、悪魔に致命傷を負わされ、主人公達に後を託して息を引き取る。
しかし、デルファイナスではゴアの遺体が消える事件が起き、ゴアは死装束の正装（タキシード）姿で主人公の目の前に現れ、「地球を終わらせないか?」と問いかけ、再び姿を消した。実は、母の一柱にして死と生を司るエリダヌスの支配者「龍王ウロボロス」によって蘇生され、シュバルツバースの意志と知識を注ぎ込まれた超進化体「ユーバー・ゲシュタルト」となっており、デモニカなしでも活動可能。
ウロボロスが滅ぼされたことで制御者を失い、忘我のままシュバルツバースを放浪するうち、幻を司るグルースの支配者「夜魔マーヤー」によって利用されるも、逆にそれによってゴアとしての意識を取り戻す。結果、シュバルツバースを生み出すに至った人間の愚かさを肯定しつつもそれを克服できる可能性を持っていると信じ、悪魔も天使も否定してシュバルツバースを抹消させるための手段を見つけるために動く。
NEUTRALでは最終的に主人公らに自分が集めた情報と人類の希望を託し消滅する。NEUTRALルート以外では主人公たちを止めるために敵として立ち塞がる。
ヒメネス
声 - 東地宏樹 / 櫻井孝宏
アメリカ出身のヒスパニック系男性で、2号艦「ブルージェット号」に搭乗し機動班に所属する隊員。
一兵卒からの叩き上げで、成功報酬に惹かれ、志願して入隊した。従軍歴が長かっただけでなく、実戦でも相応の成果を出し続けていたことで調査隊に採用された。ブルージェット号のただ一人の生存者である。
現実主義で斜に構えた性格であり、皮肉やブラックジョークなどの言動や調査隊の規定にルーズであることなど協調性に乏しい面がある。
同じ機動班であり、何度か助けられたこともあって主人公にはそれなりに好意を持っているが、ゼレーニンとはすぐにぶつかり合ってしまうためそりが合わない。
ボーティーズで悪魔に虐待されていたバガブーを仲魔にし、シュバルツバース探索の中で少しずつ信頼関係を築いていき、その中でCHAOS思想に傾いていく。ジャック部隊監視任務で実験に使われた悪魔を助けようと行動し、バガブーと共に捕まり機械に閉じ込められ、バガブー共々痛めつけられてしまう。主人公が駆けつけるが、ジャック部隊の研究者に機械のスイッチを押され、瀕死のバガブーを救う為に悪魔合体をするよう主人公に頼み、バガブーと合体し「覚醒人 ヒメネス」となり、二人の姿を足したような悪魔人間と化し攻撃的な性格が増した。さらに、精神面も悪魔へと傾いていく。
リメイク版の新CHAOSルートではアレックスの存在に衝撃を受け、新たな道を模索し始める。CHAOSルート以外では敵として主人公に立ち塞がる。
ゼレーニン
声 - 甲斐田裕子 / 坂本真綾
ロシア出身の白人女性で、3号艦「エルブス号」に搭乗し観測班に所属する隊員。
シュバルツバース関連の科学知識が評価され、中尉待遇の科学仕官として招集される。
悪魔たちに捕らえられ実験材料にされる直前で主人公に救出されたが、その経験から極端な悪魔嫌いになる。特に悪魔召喚プログラムに否定的な意見を持ち、悪魔を使役することに拒絶反応を示す。カリーナで、信頼するマンセマットから天使「パワー」を護衛として提供され、以後仲魔にしている。
科学者という立場に相応しく理知的かつ合理的な思考の持ち主だが、ヒメネスのブラックジョークを予測してジョークで返すなどユーモアも持ち合わせている。主人公には好意的で信頼を寄せるが、ヒメネスとはすぐにぶつかり合ってしまうためそりが合わない。
しかし、上記のトラウマ、信仰心の篤い家庭で育ったこと、大天使マンセマットに何度か助けられたこと、シュバルツバース内で人間の汚点を見せつけられたこと、シュバルツバース内でも人間同士の争いを目の当たりにしたことから、次第にLAWの思想に惹かれていき、望んでマンセマットの力を借りて天使に変容する。
LAWルートでは歌声でレッドスプライト号を支配し、かつての仲間も法の勢力に従属させている。リメイク版の新LAWルートではアレックスの存在に衝撃を受け、新たな道を模索し始める。LAWルート以外では敵として主人公に立ち塞がり、CHAOSルートでは最終ボスとなる。
アーサー
声 - 田中秀幸 / 子安武人
「レッドスプライト号」の指令コマンドを務める擬似人格プログラム。三賢人曰くは「回路の霊」。
艦内のシステムと連動して状況把握を行い、作戦プランの立案とミッション発令を管理し、隊員が収集した情報からシュバルツバースの仕組みを分析し行動の指針を立てる役割を担っている。
常に冷静かつ合理的な判断が可能なAIであり、ゴア隊長亡き後の調査隊を支える。しかし、常に冷静で戸惑いがないことから隊員達から皮肉を言われることが度々ある。また、レッドスプライト号墜落時や三賢人の干渉時などに何度か機能停止に陥っており、その脆さについても皮肉を言われている。ヒメネスからはずっと「ポンコツ」呼ばわりされている。
なお、NEUTRALルートではAIにすぎず偽りの霊と呼ばれながらも、驚くべき決断を下している。
謎の少女 / ルイ・サイファー
声 - 井上喜久子
青色の服にヤギの髪飾りを着けた謎の金髪碧眼の白人少女。しばしば主人公の前に現れては謎の言葉を残して去って行く。
その正体は悪魔ルシファー。本作では自然信仰の多神教主体の舞台な上に対となる存在が力を失っていることもあり、ほぼ傍観者に徹している。「可愛がりはしない。だが捨てもしない。」に人類に対するスタンスが象徴されている。
リメイク版では、嘆きの胎のさらに奥にて自身の名を冠する装備4つをご褒美として用意しつつ「友人」に守護させている。
アレックス
声 - 潘めぐみ
リメイク版に登場する新キャラクター。シュバルツバース・ボーティーズ内で主人公の前に強い敵意を持って現れる謎の少女。
調査隊とは異なるタイプの新型デモニカスーツを装備しており、人体に危険な成分を含むシュバルツバースの空気の中で顔をさらして活動できる。
歴戦の軍人であるヒメネスも恐れる驚異的な戦闘能力を持ち、主人公と仲魔を殺害して心臓を破壊し、ゼレーニンとヒメネスの殺害も画策する。戦闘力は嘆きの胎でも高いレベルを持つアモンを屠れるほどである。
その正体は主人公が選んだルートの先にある未来からやってきた未来人。どのように過去へとやってきたかは不明。
CHAOSルートでは人類同士がまみえるたびに殺しあう世界で生き残った唯一にして最強の人類の一人。
LAWルートでは天使の歌唱が聞こえないばかりに不要な存在として天使から命を狙われ続ける羽目になった人類の一人。
NEAUTRALルートでは今回の災難を経てもなお愚行を繰り返した結果としてシュバルツバースが再発して滅亡の危機を迎えた人類の一人という立場にある。
これらの未来を変える手段として、当初は主人公の抹殺に固執していたが、嘆きの胎を制覇することで主人公との対話も視野に入れるようになる。
嘆きの胎を制覇していない場合は彼女単体との戦闘となり、制覇している状態で新ルートに突入しない場合はアモンから奪った「実り」を使って己の命を捨ててのパワーアップをして、仲魔にしたシャイターンとアモンを引き連れての戦闘となる。新ルートに進んだ場合は未来が改変された影響により消滅し、新未来で旅をしたいと言い残している。また彼女の存在がヒメネスやゼレーニンに影響を与え、CHAOSやLAW、NEUTRALそれぞれの未来に新たな展開の可能性をもたらす。
ジョージ
声 - 中村悠一
リメイク版に登場する新キャラクター。アレックスのデモニカスーツに搭載されているAIコンピュータ。
男性のAI設定がされているのか男性口調で話す。また、アレックスの相棒でもあり、彼女をバディと呼んでいる。
新ルートに進んだ際はアレックスと共に消滅し、新未来でのアレックスの旅に同行したいと告げていた。
バガブー
声 - 阪口大助 / 櫻井孝宏
身体の構成が他の悪魔とは異なる奇妙な赤い悪魔。属性はChaos。実験場で拘束されて虐げられていたがヒメネスの勘違いで救出され、それが縁で仲魔になる。
ヒメネスに懐き、またヒメネスからも愛着を持たれており、艦内でもたびたび召喚されている。ヒメネスがデルファイナス奇症に冒された際、身を挺してヒメネスを守った。またアレックスがヒメネスを襲った際も守ったことが語られている。ジャック部隊には初接触時から不信感を抱いており、監視任務に就いた際は単独で基地に潜入してしまう（ヒメネスはそれを追った形）。ジャック部隊の一件でヒメネス共々捕まり、幾度と無く攻撃され瀕死に陥るが、ヒメネスと悪魔合体することで生き延びる。
実はシュバルツバースのシュピーゲル現象によってヒメネスの存在を投影した形で誕生した「異質な存在」で悪魔のようで悪魔ではない。解析に異常値が見られたのはヒメネスに欠損していた霊性がバガブーに備わっていたからであった。
なお、属性がNeutralのボギブーと属性がLawのブギブーという亜種のような似たキャラも存在する。
マンセマット
声 - 森川智之
黒い翼を持ち、仮面を着けた大天使。シュバルツバース内の悪魔が地球上に進出することを抑止するためにシュバルツバースに赴き、主人公の前に姿を現す。
霊的技芸に優れており、素手で悪魔の結界を破る、悪魔の嫌う神物を作り出すなどの能力を持ち、主人公たちを何度か助ける。更には神への信仰や霊的な資質が有れば、望む人間を天使に変容させる、超常な能力も有している。戦闘にならない限りは、穏和な気質かつ社交性が高い天使。人間の感情を配慮したり、適度な助言する等が見られる。
なお、CHAOSルートではボスとして立ち塞がり、その本心を語る。「神の軍団を率いることを許された」と言っている。

### サブキャラクター
デモニホ
リメイク版で嘆きの胎の各階層に登場する、デモニカスーツらしきものをまとった謎の存在。基本語尾に「ホ」を付けて話すが、時折忘れることもあったりする。
主人公に仲間のパラメータ制限などの特定条件下でバトルを行うクエストを出してくる。クリアすると貴重品がもらえるが、浅い階層から順番にクリアしていかないといけない。
その正体はザオウゴンゲン。主人公を鍛えるために姿を偽ってクエストを出していたのだった。最終的に真の姿を現した彼を倒すことで、合体制限が解除される。
オリジナル版ではパスワード専用悪魔として登場していた。
モラクス / モロク
声 - 黒田崇矢
アントリアの支配者で、牛の頭を持つ悪魔。
かつては古代の中東で崇拝された神「モロク」であった。モラクスとして倒された後、ティアマトにより再誕しモロクとして襲いかかってくる。
人間を効率的に殺すには人間の真似をすればいいとして、戦争の風景を作り出した。
ミトラス / ミスラ
声 - 羽多野渉
ボーティーズの支配者で、2つに割れた丸い岩の中から上半身を出した金髪の美青年。
かつては西アジアからギリシア・ローマに至る広い範囲で崇められたイラン神話の英雄神「ミスラ」であった。ミトラスとして倒された後、ティアマトにより再誕しミスラとして襲いかかってくる。
人間というものがわからず、人間をとらえて様々な実験を施していた。デルファイナスのアスラとは交流があり、実験の成果を彼に渡していた。
オーカス / オルクス
声 - 西村太佑
カリーナの支配者で、王冠を被った豚のような頭を持つ。
かつてはエトルリアに伝わる恐るべき巨人「オルクス」であった。オーカスとして倒された後、ティアマトにより再誕しオルクスとして襲いかかってくる。
不時着したエルブス号をその腹に収め、プラズマ装甲をまとうことで不可侵で無限の食欲を司る怪物と化していた。その力は物理的な力を無効化し、息を吸うだけで大量の物を吸い込んで腹に収めていた。その力を素晴らしいと称賛している。
アスラ / アシェラト
声 - 拝真之介（元の姿 - 園崎未恵）
デルファイナスの支配者で、厳つい3つの顔と6本の腕を持つ。
かつてはウガリットにおける最高神イルの妻で、神々の母「アシェラト」であった。アスラとして倒された後、ティアマトにより再誕しモアシェラトとして襲いかかってくる。なお、他の再誕悪魔と違い、アシェラトになると見た目や口調が女性に変わっている。
研鑽を忘れた人類を「醜い魂」と罵り、弱肉強食の理を突き付けるべく魂を分割し、見えざる悪魔となる事で調査隊員たちの精神に寄生（脳などにも干渉）して暴走を引き起こした。
ウロボロス
声 - 中村桜
エリダヌスの支配者で、8の字の形で尾を咥える銀色の嘴のような口元をした蛇。
従来シリーズでは獣口調であるが、今作では荘厳な女性口調。元来、蛇は世界中で不死身や再生を司る神として扱われることが多いが、母としての彼女の具体的な統治範囲は不明。ただし、「ウロボロス・マイア」と名乗っており、ローマの豊穣の女神の変化と推察できる。
死と再生を司り、死せるものに再び生を与えることができる。自身はその力を配下の悪魔に与えることで不死身となっている。また、ゴアもウロボロスの力で復活している。
ティアマト
声 - 新井里美
フォルナクスの支配者で、青色の女性の上半身と軟体生物のような下半身を持つ。
誕生を司り、形を失った悪魔を新たに力を与え生みなおすことができる能力を持つ。
メソポタミア神話における原初の海の女神にして若い神々を生み出した母。作中でも母の4柱の1人。
作中で生み出したのは最初のボス4体だけであるが、他にも再誕を望む悪魔は彼女の部屋に無数にいる。
マーヤー
声 - たかはし智秋
グルースの支配者で、黒い装甲のような肌の四つん這いの女性。幻を司っており、同時に未来を幻視する能力を持っている。
本来はインドの宗教やインド哲学に現れる概念。作中ではウロボロス、ティアマト、メムアレフと共に母の4柱の1人である。
彼女によると、人間の未来はかつてと比べて醜いものになっていると語る。
メムアレフ
声 - 大原さやか
NEUTRAL・LAWルートの最終ボス。ホロロジウムひいてはシュバルツバースそのものの支配者で、横たわる金色の女性。
メムアレフとは、世界的に母を表す「MA」を指すもので、「水」と「誕生」を表すアルファベット2文字を組み合わせたヘブライ語。いうなれば、母という概念。自然母性信仰の根源と言える。
絶大な霊的波動を纏っており、デモニカの機能では悪魔召喚プログラムをもってしても彼女の姿を認識することができず（画面では青い半透明のデータのような姿）、超常の力を借りてようやく対峙が可能となる。
CHAOSルートにおいては自らエキゾチック物質となって主人公とヒメネスに後を任せた。それ以外では、一度は倒されるも、母としての存在と悪魔の世界創造の願いを放棄して丸い結界の中に胚のような本体が居る純粋な力の塊の姿となり、あくまで人類を殲滅する為に襲い掛かってくる。
デメテル
声 - 門脇舞以
リメイク版に登場する新悪魔。豊穣を司る女神であったが、なんらかの事情で弱体化した幼い少女の姿になっている。口癖は「ハーベスト」。回復の力に優れているが、本人によると攻撃はピクシー並に苦手だという。
アレックスに殺された主人公を蘇生させ、通称「牢獄」こと嘆きの胎に導く。主人公が牢獄に封じられた悪魔の力を借り、力を付けることに期待していると語る。
地母神の系譜でありながらメムアレフらとは対立している。人々から飢えと争いをなくすため豊穣を与えることが望みであったが、弱体化した姿ではそれも叶わず法の勢力に与している。三賢人の命令で「実り」というフォルマを探していたが、自身が案内した嘆きの胎の階層ボスたちが所持していることは知らなかったという。
ルートにより詳細は変化するが、後に実りが集まると三賢人に届けるべく奪って逃げ去ってしまう。しかし与した三賢人＝神霊シェキナーの命令には逆らえず、最終的にはシェキナーが主人公に追い詰められた際に全ての力を捧げて消滅した。
シャイターン
声 - 泰勇気
リメイク版に登場する新悪魔。嘆きの胎にやってきた2人の人間（主人公とアレックス）に興味を示し、その動向を観察している。アレックスを見る心境が変化していき、主人公の指摘から恋だと知ることになり、彼女に告白するも拒否されて戦闘になる。後にルートによっては彼女の仲魔として交戦する場合がある。
アナーヒター
声 - 田村睦心
リメイク版に登場する新悪魔。嘆きの胎の第一圏の支配者。
最初は穏和に対応するが、交渉決裂し戦いになる。彼女から入手する実りが新たな展開のきっかけとなっていく。
イシュタル
声 - 園崎未恵
リメイク版でボス悪魔として登場する悪魔。嘆きの胎の第二圏の支配者。
地上の人類に対する愛情を持ち続けている。実り集めを諦めさせるべく戦いになるが、主人公に死なぬよう呼びかける気遣いを見せる。
オリジナル版ではパスワード専用悪魔である。
アモン
声 - 山本祥太
リメイク版に登場する新悪魔。嘆きの胎の第三圏の支配者。
主人公が部屋に到達した時には先行していたアレックスによって撃破されていた。後にシャイターン同様、彼女の仲魔として交戦する場合がある。
フォルネウス
声 - 利根健太郎
リメイク版に登場する新悪魔。嘆きの胎の第四圏の支配者。
アレックスに敗れたアモンの復讐に燃えるが、交戦した主人公の力に慄き、実りや自らの力を差し出してしまう。どことなくコメディチックな雰囲気を伴う。
ゼウス
声 - 木村昴
リメイク版に登場する新悪魔。嘆きの胎の第五圏の支配者。
アレックスと交戦し戦闘不能に追い込む強大さを誇る。戦闘に勝利すれば快く自らの持つ実りや力を明け渡すほか、姉のデメテルに警戒するよう忠告も残す。
マリア
声 - 新井里美
リメイク版に登場する新悪魔。嘆きの胎の第六圏の支配者。
自然信仰の地母神勢から敵視されるがゆえに嘆きの胎の最下層に封じられていた。主人公が実りを持つに値するか見定めるべく戦うことになる。
カトー
声 - 高橋剛 / 國分和人
作戦班の男性クルー。黒髪の七三分けで名前に違わぬアジア系の顔立ちをしている。
事実上、アーサーに次いで隊のリーダーシップをとる人物だが、全幅の信頼を置いていたゴアの死の一件以降、動揺が見え隠れし続けるようになる。
普段は落ち着いた性格だが、生真面目ゆえにゴアの命と引き換えに生還したヒメネスとはそりが合わない。レッドスプライト号の航法や装備の操作に長けており、理知的である。
ウィリアムズ
声 - 牛田裕子 / 村川梨衣
作戦班の黒人女性クルー。ウェーブのかかった黒髪をポニーテールにしている。
そんな彼女のモットーは「疑わしきは敵と思え」であるらしく、過去になにかあったと思われる。
メンバーの中ではかなり落ち着いた性格で、取り乱す仲間を諌めたり、レッドスプライト号の操作にも精通している。
悪魔召喚プログラムを警戒しつつも有用性は認めており、隊員たちが提供した悪魔合体のノウハウを纏めている。
アーヴィン
声 - 平井啓二 / てらそままさき
資材班の男性クルー。語尾に「ぜよ」がつく土佐弁口調で、男気溢れる飄々としているが友好的な性格である。
未知の素材であるフォルマに強い興味を示し、助手のチェンと共に主人公が持ち帰ったフォルマを素材にラボの物質合成装置を使用して多くの装備品を開発する。主人公が珍しいフォルマを持っていると目ざとく見つけてはアイテム開発を開始する。
チェン
声 - 黒沢ともよ
資材班の女性クルー。黒髪のボブヘアが特徴で、アーヴィンの相方的な存在。
口癖は「テイキッ イージー（Take it easy、日本語でいう「落ち着いて」の意）」。最初は弱気な面もあったが、次第にたくましく成長した。
元は研究筋出身のため現場ノウハウは未熟であり、アーヴィン不在時は在庫の取り出し程度しか行えていなかった。
ゾイ
声 - 原由実
医療班の女性クルー。調査隊内の全ての医療を担当している。
理知的ながら穏やかな性格で、身体的な治療から精神的なカウンセリングまで多岐に渡る医療を行う。
多くのクルーが傷つき死亡する現場を目にしてきたことから、生命を大切にするよう主人公に声をかける場面がある。悪魔がクルーの人間を捕獲して人体実験を始めた際に、医療は数え切れない動物実験の上に成り立っており、シュバルツバース内では人間が実験を受ける側になったと、医者側からの見解を示している。
また、医者としての探求心が旺盛過ぎる所があり、身体の構成が他の悪魔とは異なり人間に懐くバガブーやバガブーと悪魔合体したヒメネスに興味を示して研究したがるなど、マッドサイエンティストのような言動が見られる。
メイビー
声 - 中原麻衣
インフラ班の女性クルー。医務室の皆の看護を担当しており、ゾイの相方のような存在である。
少し気弱でネガティブな性格をしており、内心では他のクルーに対して劣等感を抱いている他、話しかけるとかなりの割合で「自分は役に立っていない」と自虐している。
ブレア
声 - 竹内良太
機動班の黒人男性クルー。厳つめな顔立ちにポンパドゥールのような髪型と髭が特徴。
多くの戦場を渡り歩いてきた歴戦の隊員で、かなり落ち着いた性格でどんなことにも取り乱すことは無い。その冷静沈着さはメンバーの中でも1、2位を争うほど。
機動班だが普段は降車デッキで見張りを担当している。厳格な軍人肌の人物であるが、主人公に戦闘時の戦術などのアドバイスを送ったり、不遜な態度をとるヒメネスの実力は評価するなど協調性は高い。エリダヌスに着いてから話しかけると、妻の存在が明らかになる。
デント
声 - 泰勇気
動力班の男性クルー。オールバックの金髪と鼻をこする仕草が特徴。
調査隊内の人望が厚く、他の隊員からのEXミッションの仲介をする。デント曰く、主人公の人望は「俺の次にある」らしい。基本的には穏やかで優しく気さくで友好的だが、ギガンティック号の一件で斜に構えた発言を繰り返すヒメネスに怒りを滲ませた。
LAWルートではアレックス同様に「天使の歌唱が聞こえない」体質であることが明らかになる。頭を使うゲームが得意であり、EXミッションの一環で主人公にも挑んでくる。
アンソニー
声 - 松原大典 / 斉藤壮馬
機動班の男性クルー。黒髪の七三分けとモミアゲが特徴。
EXミッションを通じて主人公と交流する。惚れやすい性格からシュバルツバース内の何体もの女悪魔に惚れ、主人公にメッセージを届けるよう依頼し、その度に玉砕する。
凶鳥モーショボーのような幼女から鬼女ランダのような老婆にも好意を抱いており、守備範囲はかなり広い様子。
テリー
声 - 利根健太郎
動力班の男性クルー。茶髪と口髭が特徴。動力班の中心的存在。
ゴアとは親友のような間柄であり、お互いに信頼を置いていた模様。
レッドスプライト号の管理や整備が得意で、エンジンリアクターを再稼働させる重要な役割を果たした。
ミア
声 - 斎賀みつき / 田村睦心
インフラ班の褐色肌の女性クルー。長い黒髪を巻いた髪型が特徴。
女性だが色んな面で男っぽくもあり、一人称は「俺」で口調も少年系で語尾は「だぜ」。女性にしては高身長。性格も気が強く男勝りでかつ仲間思いの性格をしている。
デルファイナスをクリア後にヒメネスとゼレーニンの喧嘩の仲裁にキレ気味に入り、主人公にも意見を求めた。
あるクエストで艦内のトイレにとある悪魔が現れた際には、取り乱した可愛らしい姿も見られる。
ウルフ
声 - 河西健吾
機動班の男性クルー。角刈りが特徴。
熱血漢で好戦的な性格。冒頭の不時着直後に負傷兵となり、歯噛みしながらもしばらくは艦内に留まることになる。カリーナからは復帰するが、負傷の影響で度々医療室に居たりする。実は戦闘経験豊富で、室内戦を得意としている。
マッキー
声 - 峯暢也
機動班の男性クルー。厳つめな顔立ちとスキンヘッドが目を引いてしまうが、優しい性格をしている。
機動班の指揮官に近しい存在で主人公を激励したりする。経験も豊富で、アーサーに対して機動班側から意見する。
マクリアリー
声 - 白石稔
観測班の男性クルー。黒髪のツーブロックと黒縁眼鏡が特徴。
主にセクター到着時に登る月で月齢に気づいたり、様々な外部情報を取得し、モニターに映して仲間に提供する重要な役割を果たす非常に有能なクルーである。
タイラー
声 - 木島隆一
機動班の男性クルー。茶色のぼさっとした短髪が特徴。
機動班の一員として序盤から終盤まで活躍し、主人公と共に行動する事も多い。最前線で任務をこなす勇敢な人物で、ゴア隊長とは親しい間柄で、尊敬し信頼していた。
ムッチーノ
声 - 後藤ヒロキ
通信班の男性クルー。癖のある茶髪に眼鏡と名前通りのむっちりした肥満体が特徴。
艦の食糧は命をかけて守ると宣言するなど見た目通りの大食で、少し気弱な部分はあるが、陽気な性格をしている。
ノリス
声 - 松本忍
機動班の男性クルー。茶髪の角刈りとリーゼントを足したような髪型と厳つく暗めかつ神経質そうな顔立ちが特徴。
かなり生真面目な性格をしている。それ故に、シュバルツバーズ突入後の出来事や人類の汚点を映すような光景に神経をすり減らし、遂にボーティーズで限界を迎えてしまう。
発狂して主人公の前から去った後に他の隊員と一緒にミトラスに拉致されて人体実験の材料にされた挙句、デルファイナスから取り寄せた狂い人の血をかけられ、緑色の肌をした怪物「外道 ノリス」となり、主人公の手で倒される末路をたどった。
マクレイン
機動班の男性クルー。
悪霊の形なきものに精神寄生され、デルファイナス奇症を発症し、仲間に治療器を撃たれたが、不完全にしか効いていなかったために逃げ出す。
自我を保ったように見せかけて主人公にEXミッションを頼み、仲間を探させた後に妖獣ヌエ×2を召喚して襲いかかる。主人公に倒された後に治療器を撃たれ、奇症から回復した。
ヴェルヌ
ブルージェット号の指令コマンドを務める疑似人格プログラム。
同艦の大破に伴い本体が機能停止したが、直前に降車デッキ内の端末に収集した情報を残していた。起電機と共に主人公とヒメネスが回収した後はレッドスプライト号に光明をもたらすことになる。
ジャック
声 - 多田野曜平
金目当ての好戦的な傭兵で構成された「ジャック部隊」の長。焦げ茶色のオールバックと口ヒゲ、穏やかな紳士然とした見た目が特徴。部下たちからは従軍時代の階級である「大佐」と呼ばれている。
物語中盤、某軍需産業の意向でシュバルツバースに送り込まれ、利害の一致から、主人公らレッドスプライト号の隊員と一時的に共闘する。
物腰は紳士的だが肝が据わっている。しかし、目的のためならば、シュバルツバースの悪魔すら自分たちの欲を満たす道具や実験に使う悪魔以上に悪魔らしいともいえる冷徹な人物。
ヒメネスとバガブーの侵入の結果調査隊と決裂し、改造悪魔を差し向けると共に自らも改造ピシャーチャを率いて交戦するも主人公に敗北。バガブーと悪魔合体したヒメネスに無残に殺されてしまった。
ライアン
声 - 西谷修一
濃いグレーの坊主頭に厳つい強面なジャックの副官。
慎重な上官と違い、物腰は粗暴で短慮、さらに自信過剰な面もあり、血気盛んな人物に見えるが、不利に陥った途端、弱気で卑屈な態度に走る両極端な面を持つ。
人格面などあらゆる意味でジャックに及ばない人物であり、ヒメネスからは「悪魔以上に気骨の無い男」と揶揄されている。その後はレッドスプライト号の傘下に入り、レアフォルマを渡し、調査隊の任務に貢献する。
しかし、裏で悪魔研究を続け、調査隊の監視クルーを殺害して反乱を起こすが、天使に変容したゼレーニンの歌唱によって彼女を崇拝するようになり、鎮圧される。その後、選択次第では悪魔との取引に応じた主人公らによって部下共々殺害されることになる。
三賢人
声 - チョー
シュバルツバース突入時に心肺停止状態に陥った主人公の意識が目撃した三人の老紳士。
その実態は、メムアレフらと対立する法と秩序の霊的存在である。
超然とした態度で人類の滅びを語るが、主人公に何らかの可能性を見出しその行動を見守る。以後も度々出現して、調査隊のシュバルツバース脱出を妨害しつつ脱出に必要な情報を提供するという不可解な行動をとる。
実は力の源である宇宙卵をメムアレフによって6つの「実り」に分断されて奪われ力を失い、嘆きの胎の最下層に封じられていた（彼らがいる白い部屋も同様）。デメテルにその回収を命じ、無事宇宙卵を取り戻したことで嘆きの胎を脱出した。
シェキナー
声 - 柚木涼香
リメイク版で判明した三賢人の正体にして、各スタンスの新ルートの最終ボス。
次元の穴を空け、「十天の至」と呼ばれる迷宮の奥にて真の姿を現した。
シェキナーとは、ヘブライ語の「住むこと」「住処」を原義とし、イスラエル共同体や神殿に内在するとされる女性的要素で想像される神性。カバラにおいては神の住処たる「王国」のセフィラを守護する天使であるとされる。別説における王国の守護天使であるサンダルフォンが「王冠」のセフィラの守護天使であるメタトロンの同一存在の表裏であるのに対し、こちらはメタトロンとは対に当たる。力を失った神に成り代わり、世界を浄化し君臨して導くことを目的とする。
白い部屋に新たなる可能性の創造を目指して5つ目の宇宙卵を求める主人公と対峙し、デメテルの命を奪って力を得ながらも敗北した。
上記の通り、メタトロンの対存在であるが、メタトロン同様唯一神の断片であるかは不明。仮にそうであったとしても、上記の計画を見る限り戻る気は一切うかがえない。力を取り戻せたことや競合存在であるメムアレフが打倒されたこと、本作の唯一神が後述するようにおとなしくなっている反動なのか、非常に傲慢。
なお、サンダルフォンは十天の至にて力を失った歌唱機として機能停止している姿が確認できるが、関係性は不明。完全に機能停止したわけではなく、話しかけると再起動して合体解禁となる。
唯一神
2周目以降のグルースにて、ある場所に登場する機動班クルーの姿をした人物。
主人公に気さくに話しかけ、秘密の扉の先のお宝を探そうと誘ってくる。
その正体は唯一神。シュバルツバース出現に伴い、自身の力を引き裂かれてしまい、その一部がグルースの奥に隠されていることを知り、回収に来たのであった。他シリーズで見られる傲慢さはない。そもそもシュバルツバース出現は人間が原因であるが特に文句も言わず、マンセマットの行いを応援するわけでもないなど、中立に近い立ち位置となっている。
アリラトに封じられていた力を回収して「メタトロン」としての姿を取り戻し、そして最奥部で邪神に貶められた創造神の力を回収して「デミウルゴス」としての姿を取り戻す。この際、LAWであれば選択次第で協力を申し出てくるので、了承するとその場でデミウルゴスとして仲魔になる。

## 音楽
後年に発売された『真・女神転生 DEEP STRANGE JOURNEY』（3DS用、アトラス、2017年）初回限定版の同梱CD『真・女神転生 レアサントラ＆メモリアルアレンジトラックス』として、外部コンポーザーがアレンジしたDISK5「Outside」には、伊藤賢治による「敬虔な恐れ」、アトラス所属のサウンドコンポーザーがアレンジしたDISK6「Inside」には、小塚良太による「カオスのテーマ」が収録された。

## スタッフ
- プロデューサー / オリジナルコンセプト / キャラクターデザイン / 悪魔デザイン - 金子一馬
- DEEP STRANGE JOURNEY 追加キャラクター / 悪魔デザイン - 土居政之
- ディレクター - 石田栄司
- シナリオ - 磯貝正吾
- サウンド - 目黒将司

## 真・女神転生 DEEP STRANGE JOURNEY
『真・女神転生 DEEP STRANGE JOURNEY』（しん・めがみてんせい ディープ ストレンジ ジャーニー）は、2017年10月26日にアトラスより発売されたニンテンドー3DS用ゲームソフト。
『真・女神転生
STRANGE JOURNEY』に新要素などを追加したリメイク。キャッチコピーは「決断せよ—— 未来（すべて）を敵に回しても。」。
2017年10月26日から期間限定で、グループ会社のセガ・インタラクティブから稼働並びに配信している『CODE OF JOKER』シリーズとコラボレーションを実施した。期間はアーケード版である『CODE OF JOKER ECHOES』が2017年11月12日まで、スマートフォン版である『CODE OF JOKER Pocket Re:BIRTH』が2017年11月9日までとなっていた。

## 関連作品

### 漫画
『デスタメント-真・女神転生DSJ Another Report-』
『ヤングチャンピオン烈』（秋田書店）にて2018年No.2から2019年No.6まで連載された。監修：石田栄司、漫画：カノウヤスオ。

### ドラマCD
2010年4月21日にドラマCD版が発売された。主人公の名前は「タダノヒトナリ」と設定されている。

### リアル謎解きゲーム
『真・女神転生25周年 / 真・女神転生 DEEP STRANGE JOURNEY×リアル謎解きゲーム 〜南極大陸に広がる亜空間への調査〜』
2017年11月3日より12月17日にかけて、東京のセガ秋葉原2号店と大阪のセガ難波アビオンにて、NAZO×NAZO劇団の主催により開催された。参加者はシュバルツバースに向かった所、気がついたらいつの間にか倒れてしまっていたが、現地の情報や写真を集めて調査本部に伝えなければならないという設定で、施設を周遊し謎解きをする。